# Wykład

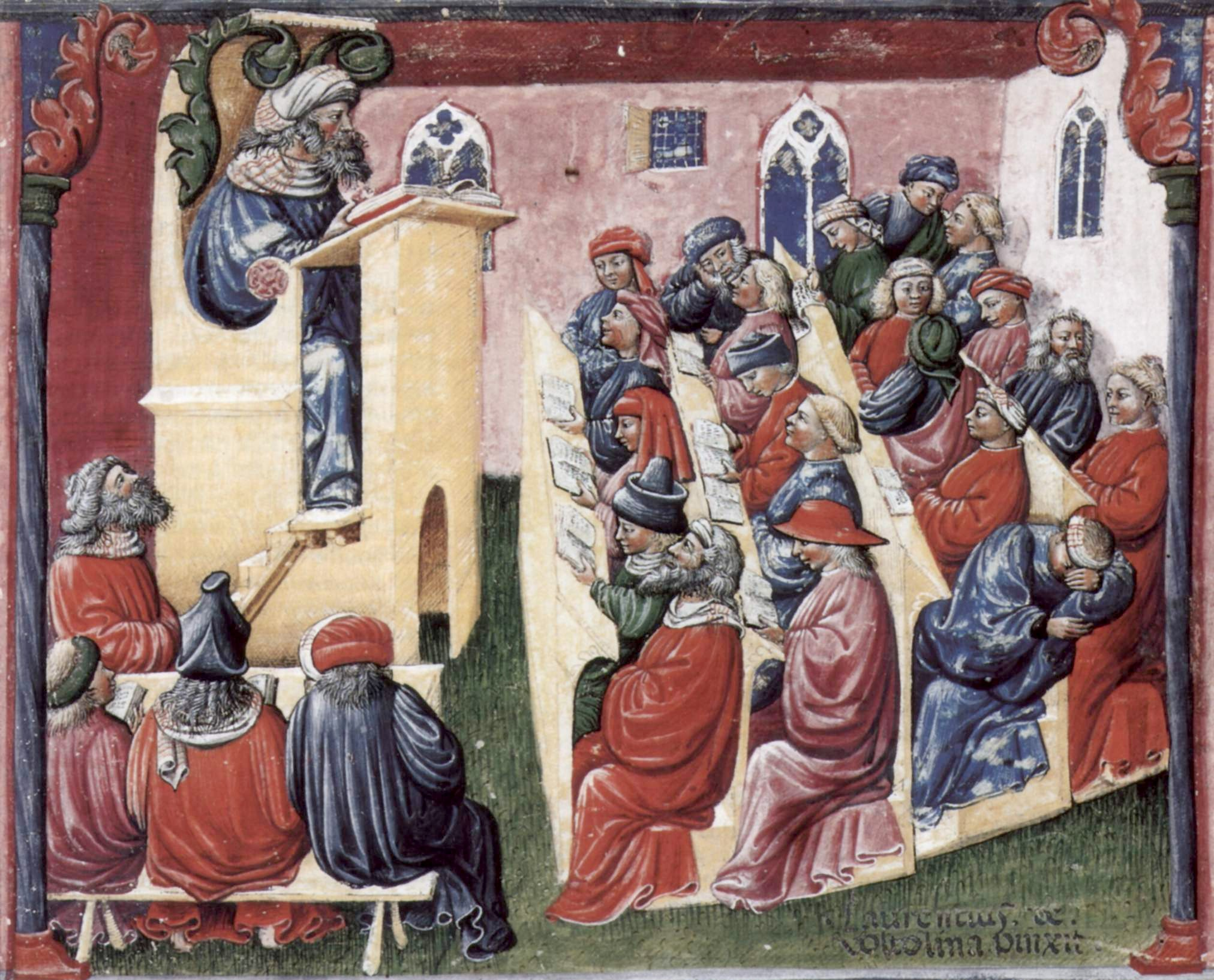
Wykład na Uniwersytecie Bolońskim w XIV wieku

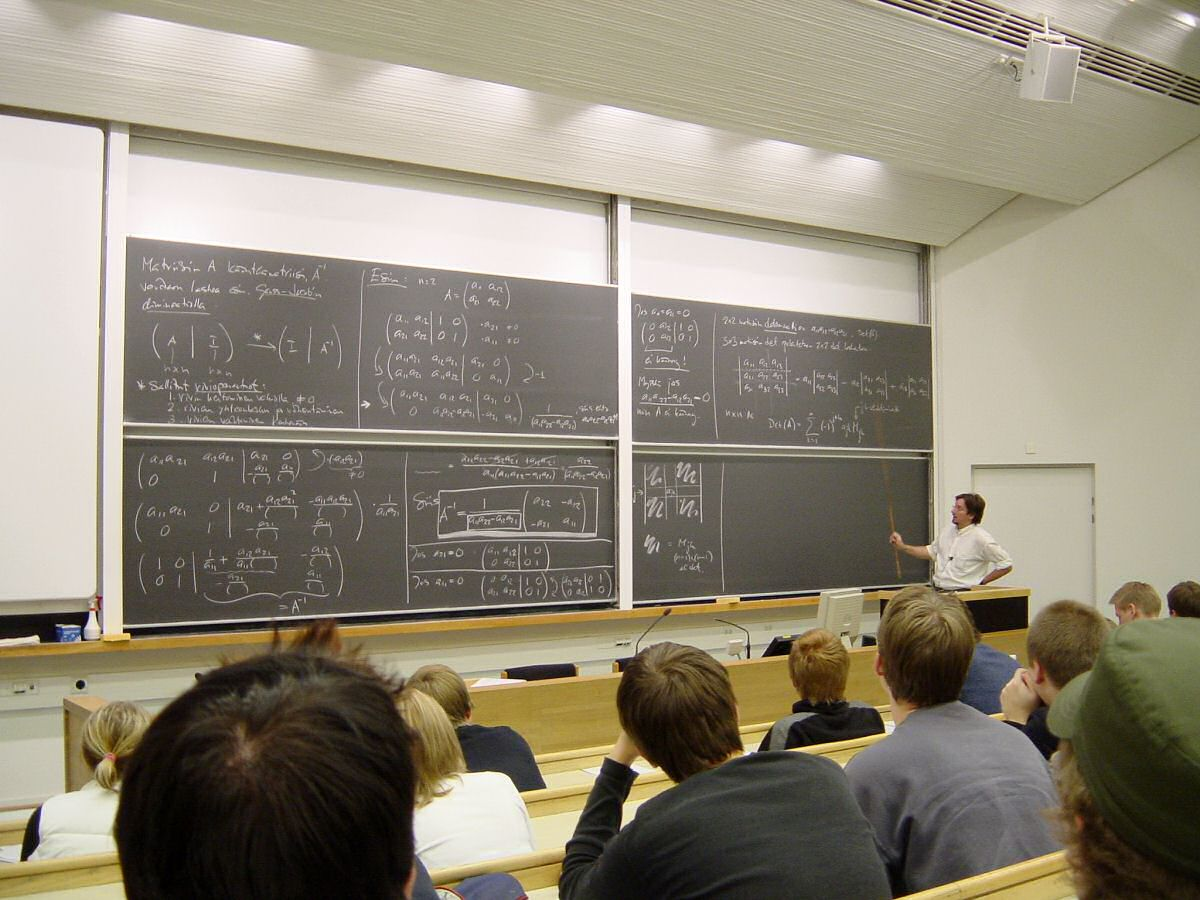
Wykład z matematyki

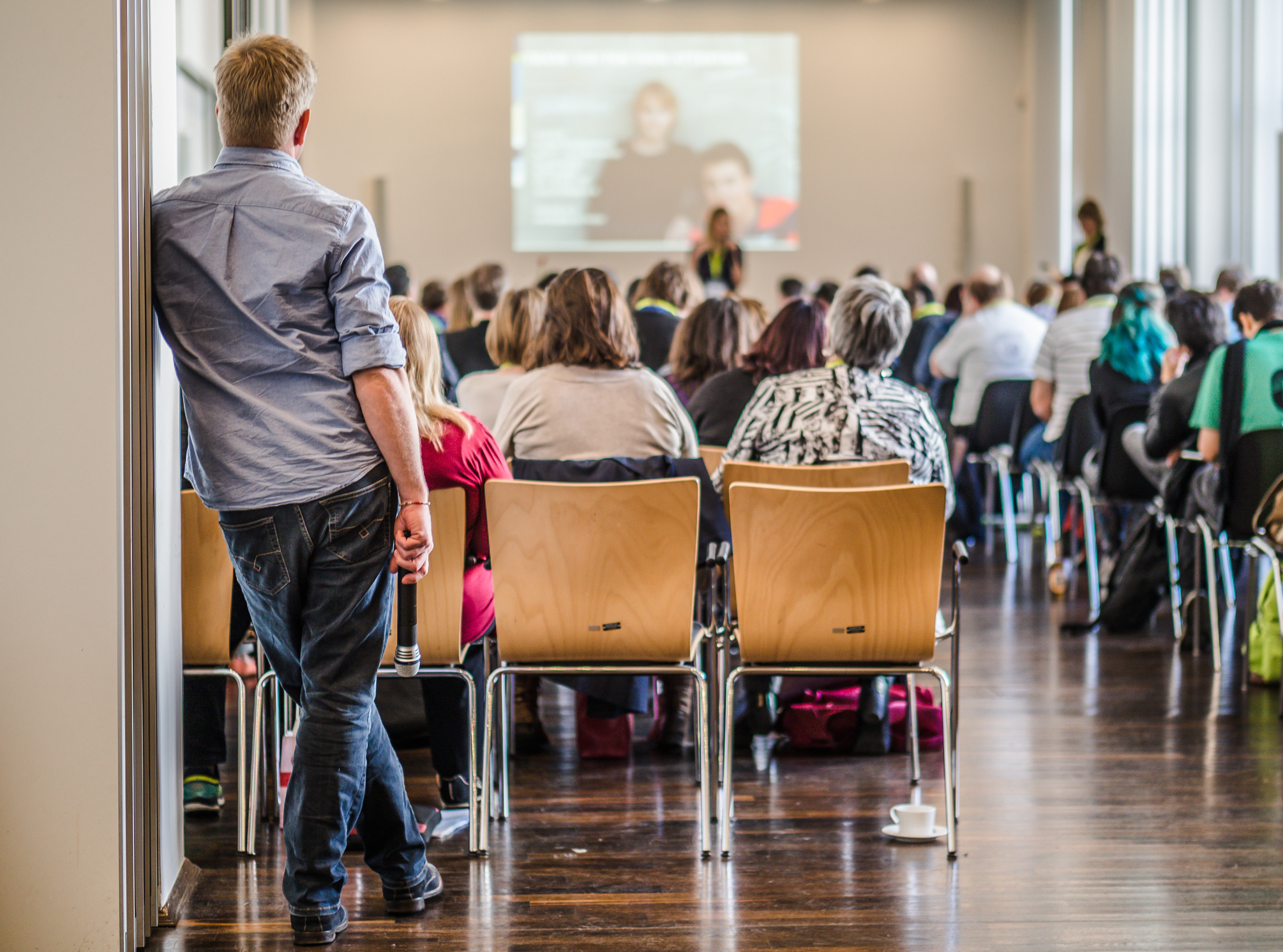
Szkolenie w formie wykładu

Wykład – metoda nauczania polegająca na ustnym przekazywaniu informacji słuchaczom, którzy otrzymują je w milczeniu (w założeniu), zadając ewentualne pytania po zakończeniu wykładu (niekiedy dopuszcza się możliwość zadawania pytań w trakcie trwania wykładu). 

## Opis
Jest to prawdopodobnie najczęstsza metoda nauczania stosowana względem osób dorosłych, w której osoba przekazująca informacje nie dyktuje tego, co słuchacz ma zapisać w zeszycie, a raczej prowadzi jak gdyby monolog, rozbudowaną wypowiedź na dany temat. Jeżeli istnieje ku temu potrzeba, słuchacze wykładu samodzielnie sporządzają notatki w trakcie wykładu, choćby notując kwestie niejasne, aby zadać po wykładzie pytanie.  
Wykład stanowi również podstawową metodę nauczania na uczelniach wyższych. Przyjęło się uważać, że wykład jest jedną z prostszych metod nauczania w szkolnictwie wyższym, zarówno dla słuchaczy, jak i prowadzącego zajęcia. Przeciwnie do innych form zajęć, takich jak ćwiczenia, laboratorium, konwersatorium, czy seminarium, w których studenci biorą czynny udział, niejednokrotnie przygotowując uprzednio część zagadnień i np. prezentują je w postaci referatu, w przypadku wykładu słuchacze pełnią rolę biernego odbiorcy i, zależnie od treści wykładu, mogą nie mieć żadnego wcześniejszego przygotowania w zakresie zagadnień, jakich dotyczy wykład. Stąd też wykład wydaje się dobrą metodą nauczania, jeżeli istnieje potrzeba wprowadzenia studentów do jakiejś tematyki (ale także, jeżeli istnieje potrzeba prezentacji bardziej szczegółowych zagadnień – wówczas dany wykład może bazować na zagadnieniach innego wykładu, jaki słuchacze już wcześniej wysłuchali), przekazania informacji w postaci definicji, wzorów, procedur czy algorytmów postępowania, historii, interpretacji danych zagadnień. Tak więc, wykład wydaje się odpowiedni tam, gdzie istnieje potrzeba po prostu przekazania „suchych” informacji. Wykład nie jest jednak w pełni wystarczający dla dobrego zapamiętania i zrozumienia nauczanych zagadnień i dlatego też do utrwalania wiedzy z danego obszaru prowadzone są w szkolnictwie wyższym zajęcia w innej formie, wymagające od studentów nie tylko biernego przyswajania przekazywanych im informacji, ale i ich własnej aktywności. 
W szkolnictwie wyższym istnieją różne formy wykładów. Można spotkać się z istnieniem pojedynczego wykładu (prelekcji, np. wygłaszanego okazjonalnie z tytułu jakiejś uroczystości, czy przez profesora wizytującego z innej uczelni), lub cyklu wykładów prowadzonych regularnie w czasie np. semestru.
Cykl wykładów w trakcie jednego semestru jest prawdopodobnie najczęstszym sposobem realizacji danego przedmiotu, czy też kursu (po zakończeniu takiego kursu złożonego z cyklu wykładów, studenci zazwyczaj są zobowiązani zdać egzamin przynajmniej z zakresu wiedzy zdobywanej przez nich na wykładach). Wykłady składające się na taki cykl mogą być wówczas ze sobą luźno powiązane i każdy może oddzielnie dotyczyć odmiennych zagadnień, bądź przeciwnie, wszystkie kolejne wykłady mogą dotyczyć jednego i tego samego zagadnienia, prezentując je z różnych punktów widzenia, omawiając różne jego ujęcia, jego historię, związane z nim problemy i sposoby rozwiązania tych problemów, itd. W tym drugim przypadku, kiedy cykl wykładów ma na celu szczegółowe i wyczerpujące omówienie danej problematyki, nosi on nazwę wykładów monograficznych.
Wykład może być prowadzony w różny sposób, zależnie od cech osobowościowych prowadzącego wykład, jego preferencji, poglądów na dydaktykę i pomysłów. Mianowicie, wykładowca może po prostu mówić, wygłaszać wykład, może też korzystać ze środków wizualnych, np. rysując coś na tablicy, pokazując slajdy, czy prezentację komputerową, albo też demonstrować nagrania audiowizualne. Wykładowca może też rozdawać słuchaczom kartki (tzw. handout) ze streszczeniem swojego wykładu, z tabelami, wykresami, czy innego rodzaju ilustracjami wykorzystywanymi przez niego w trakcie wykładu.